# Pipes of Peace (single)
"Pipes of Peace" is een nummer geschreven door de Engelse muzikant Paul McCartney. Het werd in december 1983 als single uitgebracht en stond in januari 1984 twee weken op nummer 1 in de UK Singles Chart en twee weken op nummer 1 in de Irish Singles Chart. Het was de titeltrack van zijn gelijknamige studioalbum uit 1983.